# NHK札幌放送管弦楽団
NHK札幌放送管弦楽団（エヌエイチケイさっぽろほうそうかんげんがくだん）は、NHK札幌放送局の放送用専属オーケストラである。かつては大編成での演奏時は、札幌交響楽団から応援がなされていた。

## 関係者・出身者
- 西田直道
- 木村保
- 小川千代子
- 宮崎親夫
- 森井安信
- 波多野守一
- 菅原鉄英
- 西谷昭
- 高木明夫
- 池本綾子
- 横山広子
- 浜田妙子
- 山下浩司
- 鈴木三枝子
- 手塚茂
- 宮本春男
- 木村あけみ
- 小島美都雄
- 西村貞次郎
- 森内元是
- 盛口悦知
- 小島盛夫
- 川越守
- 後藤勇
- 坂井繁
- 小松昭五
- 海老名弘
- 松崎忠夫
- 川原精一
- 林正輝
- 三木精一
- 吉野幸男
- 服部穣
- 佐々木吉蔵
- 小笠原繁
- 猪狩義雄
- 筒井秀武
- 佐藤愉葵
- 内田富三